# Moon Lake
Moon Lake es un lugar designado por el censo ubicado en el condado de Pasco en el estado estadounidense de Florida. En el censo de 2010 tenía una población de 4.919 habitantes y una densidad poblacional de 325,55 personas por km².

## Geografía
Moon Lake se encuentra ubicado en las coordenadas 28°17′52″N 82°36′20″O / 28.29778, -82.60556. Según la Oficina del Censo de los Estados Unidos, Moon Lake tiene una superficie total de 15.11 km², de la cual 14.07 km² corresponden a tierra firme y (6.89%) 1.04 km² es agua.

## Demografía
Según el censo de 2010, había 4.919 personas residiendo en Moon Lake. La densidad de población era de 325,55 hab./km². De los 4.919 habitantes, Moon Lake estaba compuesto por el 94.65% blancos, el 0.81% eran afroamericanos, el 0.59% eran amerindios, el 0.43% eran asiáticos, el 0% eran isleños del Pacífico, el 0.81% eran de otras razas y el 2.7% pertenecían a dos o más razas. Del total de la población el 5.69% eran hispanos o latinos de cualquier raza.